# Congregazione della fraternità sacerdotale
La Congregazione della Fraternità Sacerdotale (in latino Congregatio a Fraternitate Sacerdotali) è un istituto religioso maschile di diritto pontificio: i membri di questa congregazione clericale pospongono al loro nome la sigla C.F.S.

## Storia
La congregazione venne fondata il 17 febbraio 1901 dal sacerdote canadese Eugène Prévost (1860-1946): già membro della Congregazione del Santissimo Sacramento, desiderando dedicarsi particolarmente all'assistenza ai sacerdoti in difficoltà (lapsi, anziani, malati), lasciò il suo istituto e, ottenuto l'appoggio di papa Leone XIII, decise di dare inizio a una nuova famiglia religiosa.
L'8 settembre 1901 aprì a Parigi il primo centro per il recupero del clero traviato: per aggirare le leggi anticongregazioniste francesi, la casa venne mascherata da albergo; il primo istituto di riabilitazione venne aperto a Rueil-Malmaison nel 1903. Su invito di papa Pio X Prévost aprì una casa anche a Roma.
La Fraternità Sacerdotale venne eretta in congregazione religiosa dal cardinale Jean Verdier, arcivescovo di Parigi, l'8 dicembre 1936; ricevette il decreto di lode da papa Pio XII il 29 maggio 1951.

## Attività e diffusione
Fine dell'istituto è l'assistanza al clero: i religiosi si dedicano quotidianamente all'adorazione del Santissimo Sacramento esposto.
La sede generalizia è a Montréal.
Al 31 dicembre 2005, la congregazione contava 4 case e 49 religiosi, 23 dei quali sacerdoti.